# Bataille d'Örlygsstaðir
Âge des Sturlungar
Batailles
- Bataille d'Örlygsstaðir
- Flóabardagi
- Haugsnes
- Flugumýrarbrenna

La bataille d'Örlygsstaðir est une bataille entre clans islandais qui eut lieu le 21 août 1238 au nord de l'Islande, pendant la guerre civile de l'âge des Sturlungar. Elle opposa le clan familial des Sturlungar à celui des Ásbirningar. Environ 50 hommes furent tués lors de cette bataille qui vit la victoire du clan des Ásbirningar. Une description détaillée de la bataille peut être trouvée dans la Saga des Sturlungar.